# Ведьмин лог
«Ведьмин лог» или «Ведьмина лощина» (англ. Witches' Hollow) — рассказ американского писателя Говарда Филлипса Лавкрафта, который после его смерти дописал Август Дерлет. Впервые изданный в 1962 году в антологии «Тёмный разум, тёмное сердце» издательства «Arkham House».

## Сюжет
В сентябре 1920 года Мистер Уильямс приехжает в Аркхэм, штат Массачусетс, чтобы преподавать в окружной школе № 7. Школьное здание бело цвета окружала роща, состоявшей из дубов, вязов и клёна. Учителю вверялось 27 юных душ из семей — Алленов, Уэйтли, Перкинсов, Данлоков, Эбботов, Тэлботов и Поттеров. Особое внимание в классе вызывал Эндрю Поттер. Мальчик вздрагивал, будто, услышав неожиданный резкий окрик или настороженно воспринимал слова, недоступные слуху остальных. Это напоминало животных реагирующих на звуковые волны, что не слышит человек. Ученик 8 класса Уилбер Данлок рассказал, что Поттер: «Не такой как все, а живёт он в недобром месте». Эндрю все было безразлично. Тогда учитель поехал к родителям Эндрю. Мальчик сел в машину с высокомерной улыбкой. 
Поттеры вели замкнутый образ жизни и жили в «Ведьминой лощине», за холмами, в угрюмом и зловещем доме. Эндрю оповестил, что привёл учителя, но ответа не последовало. Родители не проявляли интереса к учёбе сына. В их поведении показалась некая перемена. Внимание отца, матери, дочери и сына было поглощено чем-то происходившим внутри них самих. Беседа была по истине жуткой. После, Эндрю Поттер бросил учителю в след: «Отец узнал про расспросы Уилбера Данлока и знает он куда больше, чем вы смогли из него вытянуть».
На следующий день Уилбер Данлок заявил на их ферме умерли коровы из-за его беседы о Поттерах. Редактор газеты Аркхема поведал о старом Колдуне Поттере, родственнике колдуна Уэйтли в Данвиче. По слухам, некое существо спустилось с небес и обитало в доме Поттеров. Очевидцы заявляли о «гнусной слизистой твари с присосками на щупальцах». Учитель нашел в университетской библиотеке оккультную книгу «Некрономикон», в котором были описаны инопланетняне, называемые Богами Седой Старины (англ. Great Old Ones) и Властителями Древности (англ. Elder Gods): Ктулху, Хастур, Шуб-Ниггурат, Азатот, Дагон, Итаква, Вендиго, Ктугха. Этим божествам поклонялись дочеловеческие земные расы: Чо-Чо, глубоководные и другие.
Уильемса заметил профессор Мартин Кин, который откуда-то знал, что он учитель и кинигу, которую о читал. Профессор Кин обладал тайными знаниями и предложил помощь. Он говорил загадками: «Дело было опасным для них самих, а для мальчика даже смерть была бы не самым худшим исходом». Вдвоем они заехали в старинный дом Кина, где он взял несколько камней в форме пятиконечной звезды. Камни, по его словам, несут на себе печать Р'льех, ими Боги Седой Старины запирали темницы, в которых они держали пленённых Властителей Древности. Кин заранее знал как действовать с Поттерами. По плану, одним камнем нужно прикоснуться к Эндрю, а второй камень должен постоянно находится в контакте с его телом. Третий должен всегда быть при Уильямсе. Надо избегать обдумывания наперед своих действий, поскольку эти твари обладают телепатией и могут прочесть мысли.
Уильямс попросил Эндрю задержаться после уроков и прижал к его лбу камень. Лицо мальчика исказила гримаса боли и ужаса, глаза вылезли из орбит, он издал жуткий вопль, широко раскинул руки и упал. Внезапно резкий порыв холодного ветра пронесся над лужайкой, смяв вокруг траву и цветы, оборвал листья и умчался на запад, к темневшим невдалеке лесным холмам. Уильямс отвез Эндрю в дом профессора Кина, который приготовил успокаивающее зелье, чтобы мальчик заснул. Теперь его будут искать, поэтому нужно было скорее возвратиться в школу.

Девочка пришла в школу поздно вечером и все повторилось точь-в-точь, как с Эндрю. Позже в класс вошёл Поттер-старший с ружьём в руках. Он знал, что здесь произошло и молча указал на магический камень на груди у дочери. Профессор Кин дотронулся до него камнем со спины раньше, чем тот успел среагировать. Миссис Поттер не появилась. После, они приехали в дом Поттеров. Профессор «запечатал» камнями обе двери и окна. Теперь хозяйке уже не было нужды притворяться — за столом сидел зверь, готовый к схватке. Профессор Кин поджег охапку хвороста на крыльце, поскольку огонь способен уничтожить элементарную структуру существа, затаившегося внутри дома.
Миссис Поттер — или же некто иной, обитавший в ее массивном теле — поднялась с места и, неуклюже переваливаясь, пошла к задней двери, но, не дойдя, остановилась и отступила, затем двинулась было к окну и, вновь, отступила, тяжело рухнув на пол в центре комнаты, и забилась в конвульсиях. Миссис Поттер каталась и корчилась на полу, в то время как от ее тела постепенно отделялась какая-то смутная аморфная масса. На миг показались длинные щупальца и затем её тело неподвижно лежало. Над ней в воздухе расползалось подобие темного облачка, которое, проплыв несколько футов, исчезло в открытом жерле печи. Забыли о дымоходе! Вверху, над трубой дома, уже возникло и начало, уплотняясь, обретать форму нечто, своей темнотой выделявшееся даже на фоне ночного неба. Ещё секунда — и черная комета прорезала небосвод, стремительно уносясь к далеким созвездиям Гиад, туда, откуда она однажды была вызвана колдуном Поттером, чтобы подарить его новому хозяину на земле (англ. Host on the face of earth).
Миссис Поттер была спасена, её было не узнать. Эндрю говорил во сне о «битве великих ветров» и о «славном месте на берегах озера Хали, где они живут свободно и бесконечно». 

## Персонажи
- Мистер Уильямс (англ. Mrs. Williams) — школьный учитель, который приехал из Братлборо, штата Вермонт в Аркхем, штат Массачусетс, чтобы преподавать в школе № 7.

- Эндрю Поттер (англ. Andrew Potter) — ученик школы № 7 в Аркхеме. Довольно рослый и крепкий для своих лет мальчик с неизменно угрюмым выражением лица, отстранённым блуждающим взором и густой копной вечно взъерошенных чёрных волос. Он учился в 5 классе, хотя при желании мог бы легко перейти сразу в 7. Вся беда была в том, что желание это у него напрочь отсутствовало. К другим ученикам он относился сдержанно, чтоб не сказать равнодушно, они же, в свою очередь, избегали с ним ссориться, и не проявляли особого дружелюбия;

- Отец Поттеров (англ. Mr. Potter) — было в сборе: отец семьи Поттеров, которые жили в чаще леса, именуемой "Ведьмин Лог". Внушительного роста, слегка сутулый, с рано поседевшей головой, старше своих сорока с небольшим лет. Семья Поттеров были милые и приветливые люди, пока не перебрались сюда из Верхнего Мичигана, после смерти Колдуна Поттера.

- Мать Поттеров (англ. Mrs. Potter) — безобразно располневшая, почти бесформенная женщина.

- Дочь Поттеров (англ. Daughter Potter) — стройная девочка-подросток с тем же странным отсутствующим взглядом, какой я ещё ранее подметил у её брата.

- Старый Поттер (англ. Old Potter) — колдун, который состоял в отдалённом родстве с небезызвестным Колдуном Уэйтли из округи Данвича - "человека дурного и опасного". Поттер вёл замкнутый образ жизни; о настоящем возрасте его ходили самые невероятные слухи.

- Профессор Мартин Кин (англ. Professor Keane) — учитель в Мискатоникском Университете в Аркхэме.

## Связь с другими произведениями
В романе «Случай Чарльза Декстера Варда» нечеловеческая сущность, похожая на дымку, устремляется в небо.
В повести «Шепчущий во тьме» упоминается озеро Хали, созвездие Гиад и Хастур.
В рассказе «Грёзы в ведьмовском доме» описан старинный дом ведьмы Кеции Мейсон, которая управляла сознанием людей.
В рассказе «Ужас Данвича» старый колдун призвал Йог-Сотота, чтобы дочь родила от него некое существо.